# Герб Виноградаря
Герб Виногра́даря — геральдичний символ села Виноградар Роздільнянської міської громади Роздільнянського району Одеської області (Україна). Герб затверджений рішенням Виноградарської сільської ради.

## Опис
Герб символізує процвітання на території сільської ради двох галузей виробництва: хліборобства та виноградарства.
- Блакитний колір — це символ миру, спокою, чистоти помислів, духовності.
- Жовтий колір — це добробут.
- Колос — це символ багатства краю.
- Виноград — символ достатку.